# 시사
시사(詩社)는 조선 후기에 문인들이 서울 주변에서 조직한 문학 단체이다. 시사에 참여하는 중인층은 문학 활동을 펼치면서 자신들의 사회적 지위를 높였고, 역대 시인들의 시를 모아 시집을 간행하기도 했다.

## 내력
시사의 조직은 17세기말 숙종 때의 임준원(林俊元)을 맹주로 한 낙사시사(洛社詩社)를 필두로 18세기말 정조 때의 옥계시사의 조직이 본격적인 것이다. 그 맹주는 천수경으로 그의 집 뜰 송석원(松石園)이 이들 시 동인들의 중심지였기 때문에 송석원시사로 별칭되기도 한다. 옥계는 인왕산에 있던 옥류동천을 이른다. 옥계시사의 주요동인이던 장혼·김낙서(金洛瑞)·왕태(王太)·이경연(李景淵) 등이 모두 이 부근에 집중적으로 모여 살면서 돌아가며 시모임을 열어 상호 분발하고 탁마(학문이나 덕행 따위를 닦음.)하였다. 봄·가을 좋은 날을 택하여 오늘날의 백일장에 해당하는 ‘백전’(白戰)이라는 시경연 대회를 열었다. 수백 명씩 참가하는 성황을 이루었다. 백전은 당대 위항문사(文士)들의 큰 잔치였으며 위항 문학 운동의 핵심이 되었다. 박윤묵(朴允默)·이의수(李宜秀)·김태욱(金泰郁)·노윤적(盧允迪)·조수삼(趙秀三)·차좌일(車佐一) 등도 옥계시사의 중요한 시인들이다. 이 중에서 박윤묵·조수삼 등은 19세기 중반까지 생존하여 다음대 후배 시인들의 정신적 지주가 되었다.
19세기 전반의 소규모 시사들이 분립한 곳도 바로 이 인왕산 기슭이다. 서원시사, 비연시사, 직하시사 등이 대표적인 것이다.
1870년대 말 개항 직후에 결성된 육교시사는 장소가 중인 계층의 집단 거주지인 청계2가 부근이었다. 장소가 서울의 중앙으로 옮겨짐과 동시에 그 주도 인물도 전대의 경아전(京衙前: 규장각의 서사들이 핵심이 되었음.) 중심에서 기술직 중인(技術職中人, 세칭 醫譯中人)으로 대체된다. 맹주는 강위였다. 변진환(邊晉桓)·백춘배(白春培)·김재옥(金在玉)·이명선(李鳴善)·함혜영(咸蕙永)·배전(裵唆)·이용백(李容白)·박승혁(朴承翊)·유영표(劉英杓)·이기(李琦)·고영철(高永喆)·고영선(高永善)·고영주(高永周)·현은(玄隱)·김경수(金景遂)·김득련(金得鍊)·이전(李唆)·지운영(池運永)·지석영(池錫永)·박영선(朴永善)·변위(邊蔔)·변정(邊崙)·김석준(金奭準)·김한종(金漢宗)·황윤명(黃允明) 등이 중요한 동인들이다. 이들은 모두 의역중인 출신이다.
전대의 시사들이 위항 문학 운동을 통한 신분상승 운동을 꾀하고 그 구성원들은 위항문사·위항시인으로 자족하였다. 그러나 육교시사에 이르러서는 북학의 종장 김정희 문하에서 성장한 의역중인이 중심이 되었다.